# Gravipalpus
Gravipalpus là một chi nhện trong họ Linyphiidae.

## Các loài
Các loài trong chi này gồm:
- Gravipalpus callosus Millidge, 1991
- Gravipalpus crassus Millidge, 1991
- Gravipalpus standifer Miller, 2007